# 迷当
迷当（めいとう、生没年不詳）は、中国三国時代の羌族の首領。
史書上の事績は正始元年（240年）、魏の郭淮により討伐されたことしか伝わらない。

## 三国志演義
羅貫中の小説『三国志演義』では羌族の王として登場し、迷当大王とも呼称される。蜀漢の姜維から進物を受けて、これに与する。
魏の陳泰の降伏を受け入れ、配下の俄何焼戈と共に夜襲をかけさせるが、果たしてその降伏は偽りであり、軍勢は壊滅してしまう。捕虜となった迷当は魏に従い、郭淮らの軍勢を蜀漢の陣営まで誘導するがその後、用済みとばかりに始末される。